# シェロン河畔の戦い
シェロン河畔の戦い（ロシア語: Шелонская битва）は、イヴァン3世（在位：1462年 - 1505年）のモスクワ大公国とノヴゴロド公国の間で戦われた会戦。シェロン河畔で1471年7月14日に発生し、ノヴゴロドは決定的な敗北を喫したことから、事実上の無条件降伏に追い込まれた。1478年、ノヴゴロド公国はモスクワによって廃止されることになる。

## 背景
モスクワとノヴゴロドの対立は14世紀より延々と続けられていた。この戦いに関していえば、ノヴゴロドによるヤジェルビーツィ条約（1456年）の違反が原因とされている。条約はノヴゴロドが自主外交権を放棄し、モスクワに様々な権限を認めるものであった（モスクワはノヴゴロドの印章を管理し、最終審の裁判権も有していた）。ノヴゴロドは膨張するモスクワについてポーランド＝リトアニア共和国に助けを求めたが、これはイヴァン3世に対する外交上の裏切りであるばかりか、窮したノヴゴロドは東方正教を放棄してカトリックに改宗しようとしていたとされている。ただし、戦後に発見されたカジミェシュ4世（在位：1440年 - 1492年）とノヴゴロドの間に交わされるはずだった条約の下書きによれば、リトアニア側がノヴゴロド大主教の選出に介入しないことおよび正教の維持を妨げないことが明記されている。

## 戦闘
7月14日、戦端はノヴゴロドのイリメニ湖に南西から流れ込むシェロン川左岸で開かれた。戦場は河口より30km離れた、ソリツイの東側、恐らくはSkirino村の近辺であると考えられている。この場所は、モスクワ軍が湖の西岸を通ってノヴゴロド市に南西から迫っていたことを物語っている。モスクワ軍（5000名前後）とノヴゴロド軍（20,000名から40,000名）の遭遇は思いがけないものであったが、よく組織されていないノヴゴロド軍の戦線は大公自ら指揮するモスクワ軍の圧力の前に崩壊した。ノヴゴロド第四年代記によれば、ノヴゴロド大主教のFeofilは配下の騎兵にモスクワ軍を攻撃せずプスコフの兵のみを攻撃するよう命じたが、これは却って進軍の足かせになった。
シェロン河畔の戦いは2時間続いた末、ノヴゴロドの敗北に終わった。モスクワの史料によると、12,000名のノヴゴロド兵が本戦と追撃戦で戦死し、2,000名が捕虜となった。ただし、この時期のノヴゴロド軍の正確な数量を求めるのはほとんど不可能である。また、ノヴゴロド市の人口自体が40,000人程度であったことを踏まえると、この数は誇張されているようにも思われる。ただし、兵は郊外からも徴兵することができたから不可能な数ではないかもしれない。一説によっては、ノヴゴロド軍の数はモスクワ大公国の威信を高め、同時にノヴゴロドの威信をさらに陥れるために誇張されたものであるという。

## その後の影響
7月24日、イヴァン3世はノヴゴロド軍の指揮官、Dmitry Isakevich Boretskyを処刑した。Isakevichの属するBoretsky家はマルファ・ボレツカヤを筆頭にノヴゴロドにおける反モスクワ派の主翼を担っていた。この敗北により、ノヴゴロド公国は大いにその力を削られた。いくつかの史料によれば、イヴァン3世は罰として大主教の荘園を没収し、同時に少なくない大修道院の指導権を奪った（ただし、修道院に関する措置は1478年であったとする史料も多い）ため、ノヴゴロド教会の独立性も損なわれた。イヴァン3世は1470年代を通じてノヴゴロドの視察を続け、有力なボヤールとその一族を逮捕して回った。しかし、大主教Feofilとノヴゴロドのボヤールらとの緊張は高まる一方であった。そのため、1477年から1478年にかけての冬、イヴァン3世はノヴゴロドに軍を送って市民を虐殺し、民会を破壊した。1478年1月、イヴァン3世はついにノヴゴロドを直接の支配下に置いた。